# Przełęcz Korosadowicza
Przełęcz Korosadowicza (słow. Štrbina v Malom Mlynári, ok. 1950 m) – szeroka przełęcz między południowo-wschodnim (1975 m) i północno-zachodnim (ok. 1960 m) wierzchołkiem Małego Młynarza w słowackich Tatrach Wysokich. Na wschodnią stronę, nad Niżni Żabi Staw Białczański z przełęczy opada łagodne zbocze, natomiast na zachodnią, do Skoruszowego Żlebu opada bardzo stroma, prawie pionowa Depresja Korosadowicza. Polska nazwa przełęczy pochodzi od Zbigniewa Korosadowicza – taternika, który jako pierwszy przeszedł tą depresją. Słowacy używają jednak innej nazwy (w tłumaczeniu na język polski – Szczerbina w Małym Młynarzu).
Przez Przełęcz Korasadowicza prowadzi taternicka droga wspinaczkowa z Wyżniej Skoruszowej Przełęczy na szczyt Małego Młynarza, w przewodniku W. Cywińskiego opisana pod nr 146 (Z Wyżniej Skoruszowej Przełęczy przez prawą część północno-zachodniej ściany; II w skali tatrzańskiej, czas przejścia 30 min). Na przełęczy kończą się drogi prowadzące Depresją Korosadowicza. Masyw Młynarza jest jednak zamknięty dla turystów i taterników (obszar ochrony ścisłej Tatrzańskiego Parku Narodowego). Wspinaczka dopuszczalna jest tylko w masywie Małego Młynarza i to tylko od 21 grudnia do 20 marca.